# Кипар на Летњим олимпијским играма 2012.
Кипар на Олимпијским играма у Лондону 2012. је учествовао девети пут као самостална земља.
Кипар је на играма у Лондону представљало укупно 13 спортиста (9 мушкараца и 4 жене) у 7 спортова (атлетика, бициклизам, гимнастика, једрење, пливање, стрељаштво и тенис).

## Освајачи медаља
| Медаља | Олимпијац       | Спорт   | Дисциплина |
| ------ | --------------- | ------- | ---------- |
| Сребро | Павлос Контидес | Једрење | Ласер      |

## Атлетика
На такмичењима у атлетици у свакој дисциплини максимално могу да учествују по три такмичара, и то максимум 3 атлетичара са А нормом, однодно максимално 1 атлетичар са Б нормом по дисциплини.
Мушкарци
| Атлетичар               | Дисциплина     | Квалификације | Квалификације | Финале           | Финале           | Детаљи |
| Атлетичар               | Дисциплина     | Резултат      | Пласман       | Резултат         | Пласман          | Детаљи |
| ----------------------- | -------------- | ------------- | ------------- | ---------------- | ---------------- | ------ |
| Киријакос Јоану         | Скок увис      | 2,26          | 12. КВ        | 2,20             | 13.              |        |
| Апостолос Парелис       | Бацање диска   | 63,48         | 13.           | Није се пласирао | Није се пласирао |        |
| Константинос Стателакос | Бацање кладива | 69,65         | 33.           | Није се пласирао | Није се пласирао |        |

Жене
| Атлетичар      | Дисциплина | Група    | Група   | Четвртфинале | Четвртфинале | Полуфинале | Полуфинале | Финале            | Финале            | Детаљи |
| Атлетичар      | Дисциплина | Резултат | Пласман | Резултат     | Пласман      | Резултат   | Пласман    | Резултат          | Пласман           | Детаљи |
| -------------- | ---------- | -------- | ------- | ------------ | ------------ | ---------- | ---------- | ----------------- | ----------------- | ------ |
| Елени Артимата | 200 м      | 23,09    | 6. КВ   |              |              | 22,92      | 8.         | Није се пласирала | Није се пласирала |        |

## Бициклизам
Брдски бициклизам - мушкарци
| Бициклиста          | Дисциплина  | Време   | Пласман    | Детаљи |
| ------------------- | ----------- | ------- | ---------- | ------ |
| Мариос Атанасијадис | Крос контри | 1:43:25 | 40/42 (50) |        |

## Гимнастика
Ритмичка гимнастика
| Гимнастичкарка       | Дисцплина   | Квалификације | Квалификације | Квалификације | Квалификације | Квалификације | Квалификације | Финале            | Финале            | Финале            | Финале            | Финале            | Финале            | Детаљи |
| Гимнастичкарка       | Дисцплина   | Обруч         | Лопта         | Чуњеви        | Трака         | Укупно        | Пласман       | Обруч             | Лопта             | Чуњеви            | Трака             | Укупно            | Пласман           | Детаљи |
| -------------------- | ----------- | ------------- | ------------- | ------------- | ------------- | ------------- | ------------- | ----------------- | ----------------- | ----------------- | ----------------- | ----------------- | ----------------- | ------ |
| Христалени Трикомити | појединачно | 26.255        | 26.250        | 26.380        | 26.665        | 104.675       | 19.           | Није се пласирала | Није се пласирала | Није се пласирала | Није се пласирала | Није се пласирала | Није се пласирала |        |

## Једрење
Мушкарци
| Једриличар      | Дисциплина       | Трка | Трка | Трка | Трка | Трка | Трка | Трка | Трка | Трка | Трка | Трка | Резултат | Пласман | Детаљи |
| Једриличар      | Дисциплина       | 1    | 2    | 3    | 4    | 5    | 6    | 7    | 8    | 9    | 10   | 11   | Резултат | Пласман | Детаљи |
| --------------- | ---------------- | ---- | ---- | ---- | ---- | ---- | ---- | ---- | ---- | ---- | ---- | ---- | -------- | ------- | ------ |
| Андреас Кариулу | Једрење на дасци | 13   | 26   | 10   | 27   | 11   | 30   | 16   | 12   | 12   | 23   | НП   | 150      | 17.     |        |
| Павлос Контидес | Ласер            | 9    | 4    | 1    | 1    | 2    | 4    | 12   | 7    | 7    | 4    | 10   | 59       |         |        |

- НП - Није се пласирао

## Пливање
Жене
| Пливач        | Дисциплина     | Група   | Група   | Полуфинале        | Полуфинале        | Финале            | Финале            | Детаљи |
| Пливач        | Дисциплина     | Време   | Пласман | Време             | Пласман           | Време             | Пласман           | Детаљи |
| ------------- | -------------- | ------- | ------- | ----------------- | ----------------- | ----------------- | ----------------- | ------ |
| Ана Стилијану | 200 м слободно | 2:01.87 | 27.     | Није се пласирала | Није се пласирала | Није се пласирала | Није се пласирала |        |

## Стрељаштво
Мушкарци
| Стрелац          | Дисциплина | Квалификације | Квалификације | Финале           | Финале           | Пласман | Детаљи |
| Стрелац          | Дисциплина | Резултат      | Пласман       | Резултат         | Укупно           | Пласман | Детаљи |
| ---------------- | ---------- | ------------- | ------------- | ---------------- | ---------------- | ------- | ------ |
| Георгиос Ахилеос | Скит       | 118           | 11.           | Није се пласирао | Није се пласирао | 11/36   |        |
| Антонакис Андреу | Скит       | 115           | 22.           | Није се пласирао | Није се пласирао | 22/36   |        |

Жене
| Стрелац          | Дисциплина | Квалификације | Квалификације | Финале            | Финале            | Пласман | Детаљи |
| Стрелац          | Дисциплина | Резултат      | Пласман       | Резултат          | Укупно            | Пласман | Детаљи |
| ---------------- | ---------- | ------------- | ------------- | ----------------- | ----------------- | ------- | ------ |
| Панајиота Андреу | Скит       | 57            | 16.           | Није се пласирала | Није се пласирала | 16/17   |        |

## Тенис
Мушкарци
| Тенисер         | Дисциплина  | 1. коло                              | 2. коло               | 3. коло                    | Четвртфинале       | Полуфинале         | Финале             | Финале           |
| Тенисер         | Дисциплина  | Противник Резултат                   | Противник Резултат    | Противник Резултат         | Противник Резултат | Противник Резултат | Противник Резултат | Пласман          |
| --------------- | ----------- | ------------------------------------ | --------------------- | -------------------------- | ------------------ | ------------------ | ------------------ | ---------------- |
| Маркос Багдатис | Појединачно | Г. Соеда Поб 6:7(6:8), 7:6(7:5), 6:2 | Р. Гаске Поб 6:4, 6:4 | Е. Мареј Изг 6:4, 1:4, 4:6 | Није се пласирао   | Није се пласирао   | Није се пласирао   | Није се пласирао |